# Ил Пођо (Пезаро и Урбино)
Ил Пођо је насеље у Италији у округу Пезаро и Урбино, региону Марке.
Према процени из 2011. у насељу је живело 29 становника. Насеље се налази на надморској висини од 360 м.